# Hafteinlage
Hafteinlage (auch Kommanditeinlage, Haftsumme; besonders in Österreich auch bedungene Einlage) ist der im Handelsregister (Österreich: im Firmenbuch) eingetragene Geldbetrag, auf den die Haftung des Kommanditisten einer Kommanditgesellschaft nach außen, das heißt gegenüber Dritten, beschränkt ist. Damit stellt die Hafteinlage den Haftungsumfang des Kommanditisten dar.

## Terminologie
Während bisher die Begriffe Einlage und Haftsumme uneinheitlich verwendet wurden, hat der deutsche Gesetzgeber durch das Gesetz zur Modernisierung des Personengesellschaftsrechts vom 10. August 2021 (BGBl. S. 3436), welches im Wesentlichen am 1. Januar 2024 in Kraft tritt, eine einheitliche Terminologie festgelegt:
Außenverhältnis:
- Haftsumme: (§ 161 Abs. 1 HGB nF): Der Betrag, auf den die Haftung des Kommanditisten gegenüber den Gesellschaftsgläubigern beschränkt ist. Beachte: § 171 Abs. 1 Hs. 1 HGB.

Innenverhältnis:
- Vereinbarte Einlage (vgl. § 169 Abs. 1 HGB nF): Der Gegenstand, der vom Kommanditisten laut Gesellschaftsvertrag eingebracht werden muss.
- Einlage (vgl. § 172 Abs. 4 Satz 1 HGB): Der eingebrachte Gegenstand.

## Haftung
Mit der Hafteinlage steht der Kommanditist für die Gesellschaftsverbindlichkeiten der Kommanditgesellschaft (KG) ein. Nach den §§ 171, § 172 Abs. 1 HGB ist die Hafteinlage für die Haftung gegenüber den Gläubigern der Gesellschaft maßgebend. Zu unterscheiden hiervon ist die (Pflicht-)Einlage, die im Gesellschaftsvertrag vereinbart werden kann. Die Pflichteinlage ist der Beitrag, den der Gesellschafter im Innenverhältnis erbringen muss und der für gesellschaftsvetragliche Rechte und Pflichten maßgebend ist. Die Höhe der Pflichteinlage ist unabhängig von der Höhe der Hafteinlage.

## Einzahlung
Die Hafteinlage kann als Bareinlage oder Sacheinlage geleistet werden. Solange sie nicht vom Kommanditisten geleistet ist, haftet er wie ein persönlich haftender Gesellschafter mit seinem Privatvermögen bis zur Höhe der nicht geleisteten Einlage. Das gilt auch für den Fall, dass sich durch eine Verlustzuweisung sein Kapitalanteil an der KG unter den Betrag der Hafteinlage absenkt und trotzdem Gewinnanteile entnommen wurden (§ 172 Abs. 4 Satz 2 HGB). Hat der Kommanditist seine Hafteinlage vollständig eingezahlt, ist er nach § 171 Abs. 1 HGB von seiner Haftung befreit.

## Ausscheiden
Scheidet der Kommanditist aus der KG aus und erhält von dieser eine Abfindungszahlung, so haftet er nach § 160 Abs. 1 HGB für die vor seinem Ausscheiden entstandenen Verbindlichkeiten der KG. Wird seine Hafteinlage auf einen neuen Kommanditisten übertragen, so wirkt sie für seinen Rechtsnachfolger. Wird im Handelsregister in diesem Fall ein Nachfolgevermerk eingetragen, so kann sich der ausscheidende Kommanditist auf die geleistete Hafteinlage berufen, andernfalls wirkt die Haftungsbefreiung ihm gegenüber nicht (§§ 171, 172 HGB).